# Dimitri Terzakis
Dimitri Terzakis (født 12. marts 1938 i Athen, Grækenland) er en græsk/tysk komponist, professor, lærer og pianist.
Terzakis studerede komposition på Hellenic Musikkonservatorium (1959-1964) i Athen hos Giannis Papaioannou. Han studerede herefter videre på Musikhøjskolen i Köln hos Bernd Alois Zimmermann. Han har skrevet orkesterværker, kammermusik, operaer, korværker, vokalmusik etc. Terzakis underviste som professor og lærer i komposition, kontrapunkt og fuga på Musikhøjskolen i Düsseldorf og Felix Mendelsohn Musikkonservatoriet i Leipzig (1994). Han har været tysk statsborger siden (1985), og lever i dag som freelance komponist i Leipzig. Han er søn af forfatteren Angelos Terzakis.

## Udvalgte værker
- Sinfonietta (1965) - for orkester
- Legende (1964) - for orkester
- Cirkus Universal (1975) - opera
- Hermes (1984) - opera